# Anunciação (Josefa de Óbidos)
Anunciação é um óleo sobre tela da autoria de pintora Josefa de Óbidos. Pintado em 1676 e mede 107 cm de altura e 88 cm de largura.
A pintura pertence ao Museu Nacional de Arte Antiga de Lisboa.